# Simone Di Pasquale
Simone Di Pasquale (Roma, 27 febbraio 1978) è un ballerino e personaggio televisivo italiano.

## Biografia

### Carriera
La sua formazione artistica comincia con la danza sportiva, inizia a gareggiare all'età di 10 anni.
Dal 1998, in coppia con la ballerina Natalia Titova, partecipa a numerose competizioni sino al 2008. Nel 2004 la coppia si afferma a livello internazionale raggiungendo il quinto posto al concorso "World Master" di Innsbruck, il terzo posto al concorso "Rising Stars" di Blackpool e il primo posto al concorso "Rising Stars UK".
È noto al pubblico televisivo italiano per la sua partecipazione al programma Ballando con le stelle, di cui ha vinto la prima edizione nel 2005 in coppia con Hoara Borselli. Tra il 2006 ed il 2009 è inoltre ospite in diversi programmi televisivi di Rai 1: Il treno dei desideri, Miss Italia (come giurato e protagonista dello spot istituzionale per la promozione del territorio), Miss Italia nel Mondo (nel ruolo di primo ballerino) e Don Matteo, sesta edizione (nel ruolo di coprotagonista di una puntata della serie).
Prende inoltre parte a diversi musical in tour per l'Italia: nel 2006-2008 ha interpretato il ruolo del protagonista Tony Manero nel musical La febbre del sabato sera, diretto da Massimo Romeo Piparo, già produttore di Ballando con le stelle; nel 2008, nel ruolo di Link Larkin,  partecipa al musical Hairspray - Grasso è Bello! per la regia di Massimo Romeo Piparo, rappresentato in diverse località italiane (Roma, Milano, Firenze, Verona, Bologna, Napoli, Catania).
Nel 2000 apre a Roma una scuola di danza e una società di organizzazione di eventi.
Nel luglio 2013 presenta la Finale dei campionati europei di tango presso il Capitol Club di Roma, con lo spettacolo Galatango, trasmesso su RAI 1. Nel mese di luglio 2014 partecipa con Milly Carlucci ed altri ballerini della trasmissione Ballando con le Stelle al tour canadese Balla con Milly. Nel 2020, invece, durante il corso della quindicesima edizione di Ballando con le stelle, partecipa al programma Italia sì in veste di inviato dietro le quinte del programma per mostrare le fasi preparatorie alla messa in onda della puntata. Si classifica al 2º posto. Dal 2022 fa parte del cast di Ballando con le stelle come commentatore con il ruolo di "tribuno" insieme alla collega Sara Di Vaira. Nel 2025 tornerà come maestro a Ballando con le stelle per i vent'anni del programma.
Nel 2022 partecipa alla terza edizione del Cantante mascherato con la maschera del Drago.

## Televisione
- Ballando con le stelle (Rai 1, 2005-2006, 2009-2014, 2016-2021) - Maestro e ballerino professionista (dal 2022) - Tribuno
- Miss Italia 2007 (Rai 1, 2007) - Giurato
- Don Matteo – serie TV, episodio 7x20 (Rai 1, 2009)
- Ballando con te (Rai 1, 2012) - Maestro e ballerino professionista
- Galatango (Rai 1, 2013) - Conduttore
- Ballando on the Road (Rai 1, 2017, 2022-2023) - Co-conduttore
- Italia sì (Rai 1, 2020) - Inviato
- Il cantante mascherato (Rai 1, 2021-2022) - Ispettore, coreografo, concorrente
- Felicità - La stagione della rinascita (Rai 2, 2021)
- Sognando... Ballando con le stelle - Il casting (Rai 1, 2025)  - Giurato
- Un posto al sole (Rai 3, 2025) - Guest star